# PO-308
La PO-308 est une route côtière espagnole dans la province de Pontevedra, gerée par la Junte de Galice, qui va du Pont de la Barque, à Pontevedra, à A Lanzada (Sanxenxo), le long de la côte nord de la ria de Pontevedra. Elle a été créée en 1986 après la fragmentation de la route C-550, qui longeait la côte galicienne des Rías Baixas.

## Tracé

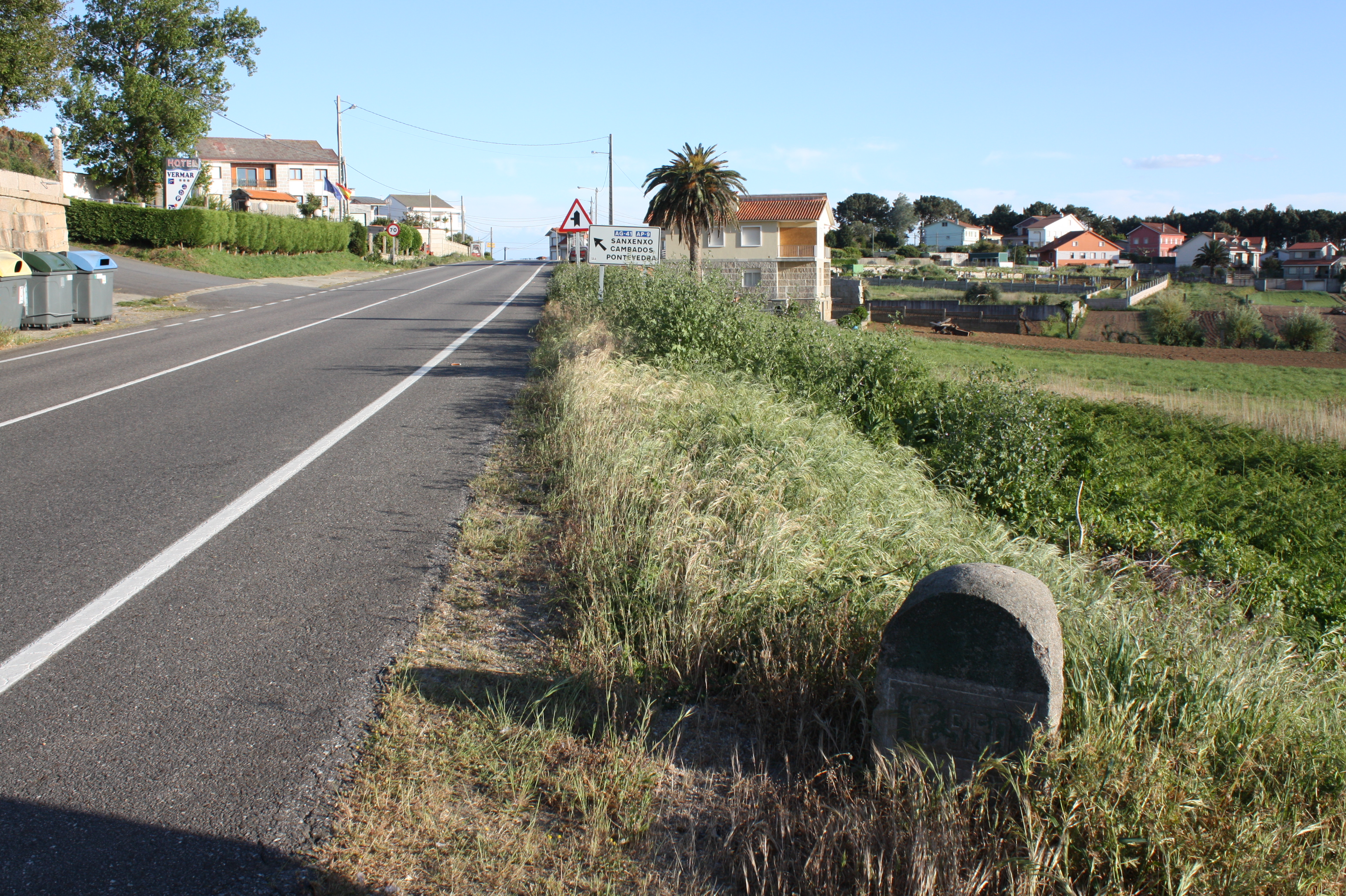
La PO-308 entre A Lanzada et Portonovo.

La route longe la ria de Pontevedra et relie la ville de Pontevedra à la plage de La Lanzada. Elle traverse Combarro, Raxó, Areas, Sanxenxo, Portonovo et Noalla. 
Tout au long de l'année, il y a beaucoup de circulation de Pontevedra à San Xoán de Poio et la route VG-4.8. En été la circulation est très dense entre Pontevedra et la plage de la Lanzada.
En 2020 la fin des travaux de réaménagement de cette route côtière l'ont transformée en une sorte de grand boulevard avec des trottoirs entre Pontevedra, Sanxenxo et la plage de la Lanzada,.

## Voir également
- Pontevedra
- Pont de la Barque
- Plage de la Lanzada
- PO-10
- PO-11
- PO-12